# わたしの子供になりなさい
『わたしの子供になりなさい』（わたしのこどもになりなさい）は、1998年3月18日に発表された中島みゆきの25作目のオリジナルアルバムである。
アルバムのコンセプトは『自分さがし』。

## コンサートツアー
コンサートツアーは1993年の『EAST ASIA』から1997年の『パラダイス・カフェ』までアルバムタイトルと同じものを冠していたが、このときのツアータイトルはシンプルに「中島みゆき Concert Tour 1998」であった。コンサートのMCの中でその理由を、「アルバムと同タイトルにすると移動保育園みたいに思われるから」と本人が笑いながら語っていた。

## リリース
1998年3月18日にポニーキャニオンのAARD-VARKから、CDとAPOの2形態で発売された。
同年の4月17日にLPレコードが限定発売された。LPレコードのリリースは、1988年の『グッバイガール』以来約10年ぶりとなった。
2001年6月20日にヤマハミュージックコミュニケーションズからCDのみ再発売された。

## 収録曲

### CD/APO
| 全作詞・作曲: 中島みゆき。 |                                                             |            |            |                                                 |       |
| #                          | タイトル                                                    | 作詞       | 作曲・編曲 | 編曲                                            | 時間  |
| 1.                         | 「わたしの子供になりなさい」(Be Like My Child)              | 中島みゆき | 中島みゆき | - 瀬尾一三 - ストリングアレンジ: David Campbell | 4:50  |
| 2.                         | 「下町の上、山の手の下」(Down Town Queen and Up Town Rebel) | 中島みゆき | 中島みゆき | 瀬尾一三                                        | 5:07  |
| 3.                         | 「命の別名」(Another Name For Life)                         | 中島みゆき | 中島みゆき | 瀬尾一三                                        | 5:32  |
| 4.                         | 「清流」(Streams Of Hearts)                                 | 中島みゆき | 中島みゆき | 瀬尾一三                                        | 5:19  |
| 5.                         | 「私たちは春の中で」(In The Spring)                         | 中島みゆき | 中島みゆき | 瀬尾一三                                        | 4:17  |
| 6.                         | 「愛情物語」(An Affectionate Tale)                          | 中島みゆき | 中島みゆき | 瀬尾一三                                        | 4:47  |
| 7.                         | 「You don't know」                                          | 中島みゆき | 中島みゆき | - 瀬尾一三 - ストリングアレンジ: David Campbell | 5:45  |
| 8.                         | 「木曜の夜」(Thursday Night)                                | 中島みゆき | 中島みゆき | 瀬尾一三                                        | 5:15  |
| 9.                         | 「紅灯の海」(Sea Of Night Lights)                           | 中島みゆき | 中島みゆき | 瀬尾一三                                        | 6:29  |
| 10.                        | 「4.2.3.」                                                  | 中島みゆき | 中島みゆき | 瀬尾一三                                        | 12:20 |
| 合計時間:                  | 合計時間:                                                   | 合計時間:  | 59:41      |                                                 |       |

### LPレコード
| 全作詞・作曲: 中島みゆき。 |                                                             |            |            |                                                 |      |
| #                          | タイトル                                                    | 作詞       | 作曲・編曲 | 編曲                                            | 時間 |
| 1.                         | 「わたしの子供になりなさい」(Be Like My Child)              | 中島みゆき | 中島みゆき | - 瀬尾一三 - ストリングアレンジ: David Campbell | 4:50 |
| 2.                         | 「下町の上、山の手の下」(Down Town Queen and Up Town Rebel) | 中島みゆき | 中島みゆき | 瀬尾一三                                        | 5:07 |
| 3.                         | 「命の別名」(Another Name For Life)                         | 中島みゆき | 中島みゆき | 瀬尾一三                                        | 5:32 |
| 4.                         | 「清流」(Streams Of Hearts)                                 | 中島みゆき | 中島みゆき | 瀬尾一三                                        | 5:19 |
| 5.                         | 「私たちは春の中で」(In The Spring)                         | 中島みゆき | 中島みゆき | 瀬尾一三                                        | 4:17 |
| 6.                         | 「愛情物語」(An Affectionate Tale)                          | 中島みゆき | 中島みゆき | 瀬尾一三                                        | 4:47 |
| 合計時間:                  | 合計時間:                                                   | 合計時間:  | 29:52      |                                                 |      |

| 全作詞・作曲: 中島みゆき。 |                                   |            |            |                                                 |       |
| #                          | タイトル                          | 作詞       | 作曲・編曲 | 編曲                                            | 時間  |
| 1.                         | 「You don't know」                | 中島みゆき | 中島みゆき | - 瀬尾一三 - ストリングアレンジ: David Campbell | 5:45  |
| 2.                         | 「木曜の夜」(Thursday Night)      | 中島みゆき | 中島みゆき | 瀬尾一三                                        | 5:15  |
| 3.                         | 「紅灯の海」(Sea Of Night Lights) | 中島みゆき | 中島みゆき | 瀬尾一三                                        | 6:29  |
| 4.                         | 「4.2.3.」                        | 中島みゆき | 中島みゆき | 瀬尾一三                                        | 12:20 |
| 合計時間:                  | 合計時間:                         | 合計時間:  | 29:49      |                                                 |       |

## 楽曲解説
1. わたしの子供になりなさい
2. 下町の上、山の手の下
3. 命の別名
  - TBS系金曜ドラマ『聖者の行進』主題歌[2]
  - このアルバムからの先行シングルだが、シングルとは別のアレンジに変更されている。
4. 清流
  - 香港の歌手であるフェイ・ウォンに提供した「アナザー・パラダイス」[注釈 2]のセルフカヴァー（作詞：林夕）で、オリジナルはアルバム『FAYE WONG』[3]に収録されている。
  - アルバム収録に辺り中島が自ら詞を書き直して歌われている。
5. 私たちは春の中で
  - 映画『大いなる完』主題歌[4]
  - 翌年に自身初のマキシシングルである「瞬きもせず」のカップリング曲としてシングルカットされた。
6. 愛情物語
  - 先行シングル。
  - テレビ朝日系ドラマ『はみだし刑事情熱系 Part2』主題歌[5]
7. You don't know
  - 石嶺聡子に提供した楽曲のセルフカヴァー。
8. 木曜の夜
9. 紅灯の海
  - 竹中直人が1997年に発表したアルバム『Siesta?』[6]のために書き下ろした楽曲のセルフカヴァー。
10. 4.2.3.
  - ポエトリーリーディングを意識した楽曲で、在ペルー日本大使公邸占拠事件をモチーフにしている。タイトルの「4.2.3.」は、大使公邸に救出部隊が突入した日[注釈 3]を指している。全体で12分もあり中島の楽曲の中では一番長い曲となる。

## 演奏者
| わたしの子供になりなさい - Drums：Gregg Bissonette - E.Bass：Neil Stubenhaus - A.Guitar：Dean Parks - E.Guitar：Micheal Thompson - E.Guitar Solo：Dean Parks - A.Piano：Jon Gilutin - StringsArrangement & Conductor：David Campbell - Recorded by David Thoener, Joe Chicarelli - Assisted by Robi Banerji, Michael Scotella - Studio：Ocean Way - Mixed by Joe Chicarelli at Record One - Assisted by Michael Scotella 下町の上、山の手の下 - Drums：Kenny Aronoff - E.Bass：Neil Stubenhaus - A.Guitar：Dean Parks - E.Guitars：古川望, Micheal Thompson - E.Guitar：Solo Micheal Thompson - A.Piano：中西康晴 - B-3 Organ：Jon Gilutin - Keyboards：小林信吾, エルトン永田, 中西康晴 - Programming：浦田恵司 - Back up Vocals：和田惠子, 坪倉唯子, 山根麻衣 - Recorded by Brian Scheuble, 加藤謙吾, David Thoener - Assisted by 藤原暢之, 武中章芳, 関根正次, Robi Banerji - Studio：WOODSTOCK・Epicurus・One Voice・Ocean Way - Mixed by David Thoener at Burnish Stone - Assisted by 三浦健介 命の別名 - Drums：Gregg Bissonette - E.Bass：Neil Stubenhaus - E.Guitar：Micheal Thompson - E.Guitar Solo：Micheal Thompson - A.Piano：Jon Gilutin - B-3 Organ：Jon Gilutin - Keyboards：Jon Gilutin - Back up Vocals：Julia Waters, Maxine Waters, Oren Waters - Recorded by David Thoener - Assisted by Michael Scotella - Studio：Ocean Way - Mixed by David Thoener at Ocean Way - Assisted by Michael Scotell 清流 - Keyboards：小林信吾・中西康晴 - Programming：浦田恵司 - Recorded by 加藤謙吾 - Assisted by 三浦健介, 武中章芳 - Studio：One Voice・Burnish Stone, Epicurus - Mixed by David Thoener at Burnish Stone - Assisted by 三浦健介 私たちは春の中で - Drums：Kenny Aronoff - E.Bass：Bob Glaub - E.Guitars：狩野良昭, 古川望 - A.Piano：Jon Gilutin - B-3 Organ：Jon Gilutin - Keyboards：中西康晴 - Programming：浦田恵司 - Tenor Sax：Joe Sublett - Back up Vocals：和田惠子, 坪倉唯子, 山根麻衣 - Recorded by Brian Scheuble, David Thoener, 加藤謙吾 - Assisted by 藤原暢之, Robi Banerji, 三浦健介 - Studio：WOODSTOCK, Ocean Way, One Voice, Burnish Stone - Mixed by David Thoener at Burnish Stone - Assisted by 三浦健介 愛情物語 - Drums：Kenny Aronoff - E.Bass：Bob Glaub - E.Guitar：Micheal Thompson - E.Guitar Solo：Micheal Thompson - A.Piano：中西康晴 - Keyboards：小林信吾 - Programming：浦田恵司 - Strings Arrangement：瀬尾一三 - Conductor Suzie Katayama - Recorded by Brian Scheuble, 加藤謙吾, David Thoener - Assisted by 藤原暢之, Robi Banerji, 三浦健介 - Studio：WOODSTOCK, Ocean Way, Burnish Stone - Mixed by David Thoener at Ocean Way - Assisted by Robi Banerji | You Don't Know - Drums：Kenny Aronoff - E.Bass：Bob Glaub - E.Guitars：古川望, 狩野良昭 - A.Piano：中西康晴 - Strings Arrangement & Conductor：David Campbell - Recorded by Brian Scheuble, Joe Chicarelli - Assisted by 藤原暢之, Michael Scotella - Studio：WOODSTOCK, Ocean Way - Mixed by Joe Chicarelli at Record One - Assisted by Michael Scotella 木曜の夜 - Drums：Kenny Aronoff - E.Bass：Bob Glaub - A.Guitar：Dean Parks - E.Guitars：Micheal Thompson, 小倉博和 - E.Guitar Solo：Micheal Thompson - A.Piano：Jon Gilutin - Keyboards：小林信吾・中西康晴 - Programming：浦田恵司 - Harmony Vocal：中島みゆき - Recorded by Brian Scheuble, David Thoener, 加藤謙吾 - Assisted by 多久島聡, 藤原暢之, Robi Banerji, 三浦健介 - Studio：WOODSTOCK, Ocean Way, Epicurus, Burnish Stone - Mixed by avid Thoener at Burnish Stone - Assisted by 三浦健介 紅灯の海 - Drums：Gregg Bissonette - E.Bass：Neil Stubenhaus - A.Guitar：Micheal Thompson - E.Guitar：Micheal Thompson - Slide Guitar：Micheal Thompson - A.Piano：Jon Gilutin - Keyboards：Jon Gilutin - Cello：Larry Corbett - Back up Vocals：Julia Waters, Maxine Waters, Oren Waters - Strings Arrangement：瀬尾一三 - Conductor：Suzie Katayama - Recorded by David Thoener - Assisted by Michael Scotella - Studio：Ocean Way - Mixed by David Thoener at Ocean Way - Assisted by Michael Scotella 4.2.3. - Drums：山木秀夫 - E.Bass：メッケン荻原 - E.Guitars：Micheal Thompson, 西川進 - A.Piano：Jon Gilutin - Keyboards：瀬尾一三, 小林信吾, Jon Gilutin - Programming：浦田恵司 - Recorded by 加藤謙吾, David Thoener - Assisted by 磯脇嘉徳, Michael Scotella, 三浦健介 - Studio：One Voice, Burnish Stone, Epicurus, Ocean Way - Mixed by David Thoener at Burnish Stone - Assisted by Michael Scotella |